# Moyotepec, Puebla
Moyotepec är en ort i Mexiko.   Den ligger i kommunen Ajalpan och delstaten Puebla, i den sydöstra delen av landet, 240 km sydost om huvudstaden Mexico City. Moyotepec ligger 2 327 meter över havet och antalet invånare är 514.
Terrängen runt Moyotepec är huvudsakligen kuperad, men åt sydväst är den bergig. Runt Moyotepec är det ganska tätbefolkat, med 116 invånare per kvadratkilometer. Närmaste större samhälle är Ajalpan, 19,9 km väster om Moyotepec. Omgivningarna runt Moyotepec är en mosaik av jordbruksmark och naturlig växtlighet.